# Kandeh Lāt
Kandeh Lāt (persiska: Kandelāt, کنده لات) är en ort i Iran.   Den ligger i provinsen Gilan, i den nordvästra delen av landet, 220 km nordväst om huvudstaden Teheran. Kandeh Lāt ligger 130 meter över havet och antalet invånare är 347.
Terrängen runt Kandeh Lāt är huvudsakligen kuperad. Kandeh Lāt ligger nere i en dal.Runt Kandeh Lāt är det ganska glesbefolkat, med 45 invånare per kvadratkilometer. Närmaste större samhälle är Rostamābād, 15,2 km sydväst om Kandeh Lāt. I omgivningarna runt Kandeh Lāt växer i huvudsak blandskog.